# Stiklestad

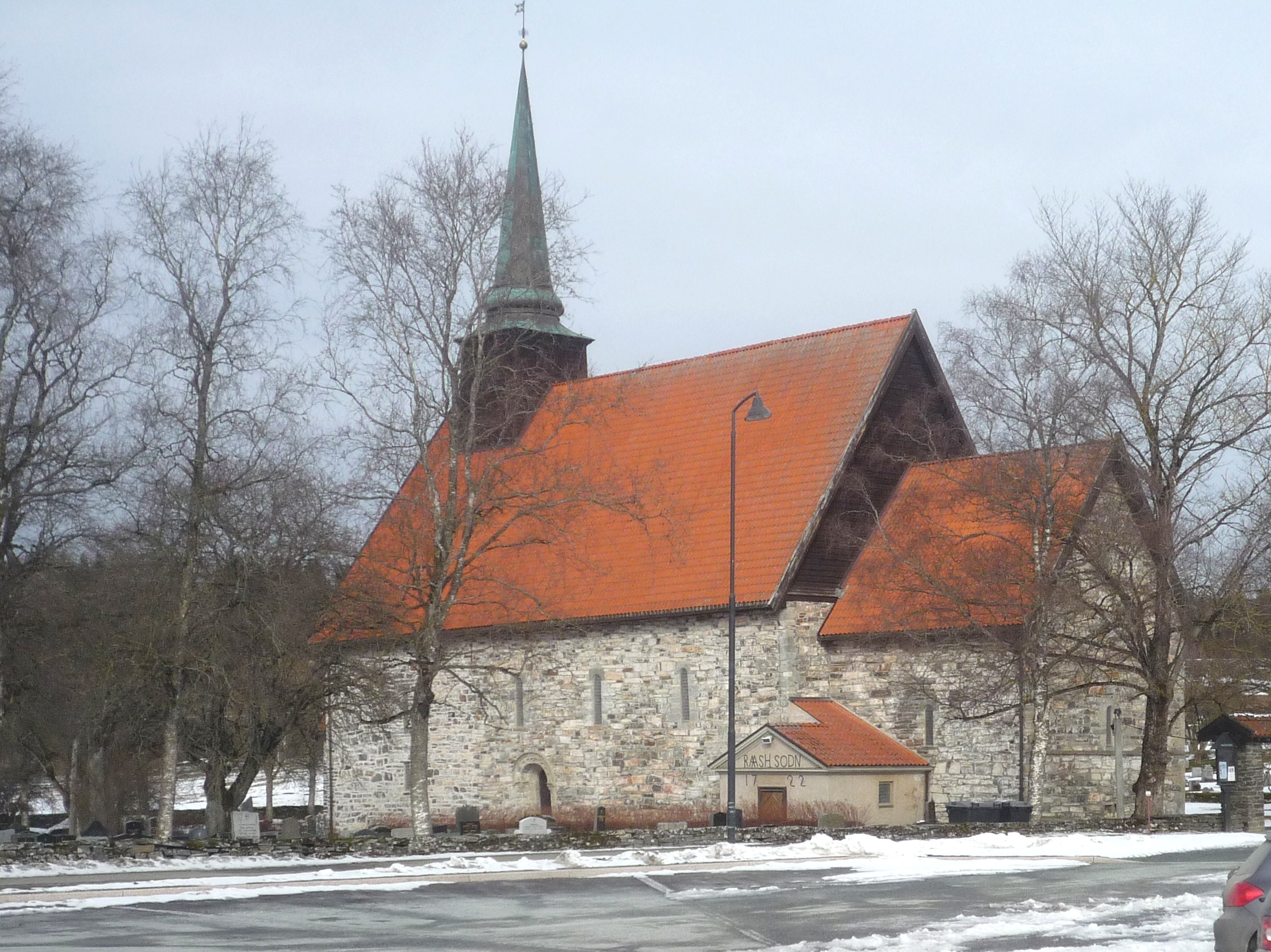
Antigua iglesia de la parroquia de Stiklestad

Stiklestad es una localidad densamente poblada que pertenece al municipio de Verdal en el condado de Trøndelag, Noruega.
El lugar es conocido por la batalla de Stiklestad, donde murió el rey Olaf II el Santo, el 29 de julio de 1030. En este contexto, El drama de San Olaf (noruego: Spelet om Heilag Olav) es una obra teatral que se celebra todos los años al aire libre a finales de julio en Stiklestad desde 1954 y actualmente es el acontecimiento teatral en exteriores más multitudinario de Escandinavia. La obra fue escrita por Olav Gullvåg y reproduce los acontecimientos de la batalla.
El "centro cultural nacional de Stiklestad" es el corazón de la actividad cultural en la ciudad donde se localiza el museo, escenario al aire libre, cementerio, la iglesia antigua así como centro de conferencias, restaurante, hotel y otros servicios.
En 1944 el partido nacional socialista Nasjonal Samling, erigió en 1944 un monumento de ensalzamiento nacional creado por el escultor Wilhelm Rasmussen e inaugurado por el primer ministro noruego Vidkun Quisling. Tras la liberación en 1945 se abrió una zanja y el monumento fue demolido y enterrado.